# Telchin
Genre
Le genre Telchin regroupe des lépidoptères de la famille des Castniidae, sous-famille des Castniinae, tribu des Castniini.

## Systématique
- Le genre Telchin a été décrit par l'entomologiste allemand Jakob Hübner, en 1825.
- L'espèce type est Telchin licus (Drury, 1773)

### Synonymie
- Castnia [Illiger], 1807
- Graya Buchecker, [1876][1]
- Leucocastnia Houlbert, 1918[2]
- Erythrocastnia Houlbert, 191[3]

## Taxinomie
Liste des espèces
Selon BioLib (22 février 2019) :
- Telchin licus (Drury, 1773)
- Telchin syphax (Fabricius, 1775)

Telchin licus - MHNT